# نیک تراکاکیس
نیک تراکاکیس (انگلیسی: Nick Trakakis؛ زادهٔ ۱ ژانویهٔ ۱۹۷۲) فیلسوف اهل استرالیا است. او دستیار مدیر مرکز فلسفه و پدیدارشناسی دین دانشگاه کاتولیک استرالیا است. او قبلاً در دانشگاه مانش و دانشگاه دیکین تدریس کرده است و طی سال‌های ۲۰۰۶ تا ۲۰۰۷ پژوهشگر فوق دکترا در مرکز فلسفه دین در دانشگاه نوتردام بود. او بیشتر فلسفه تحلیلی، فلسفه سنت قاره‌ای، دین و الهیات کار می‌کند.